# Tobol

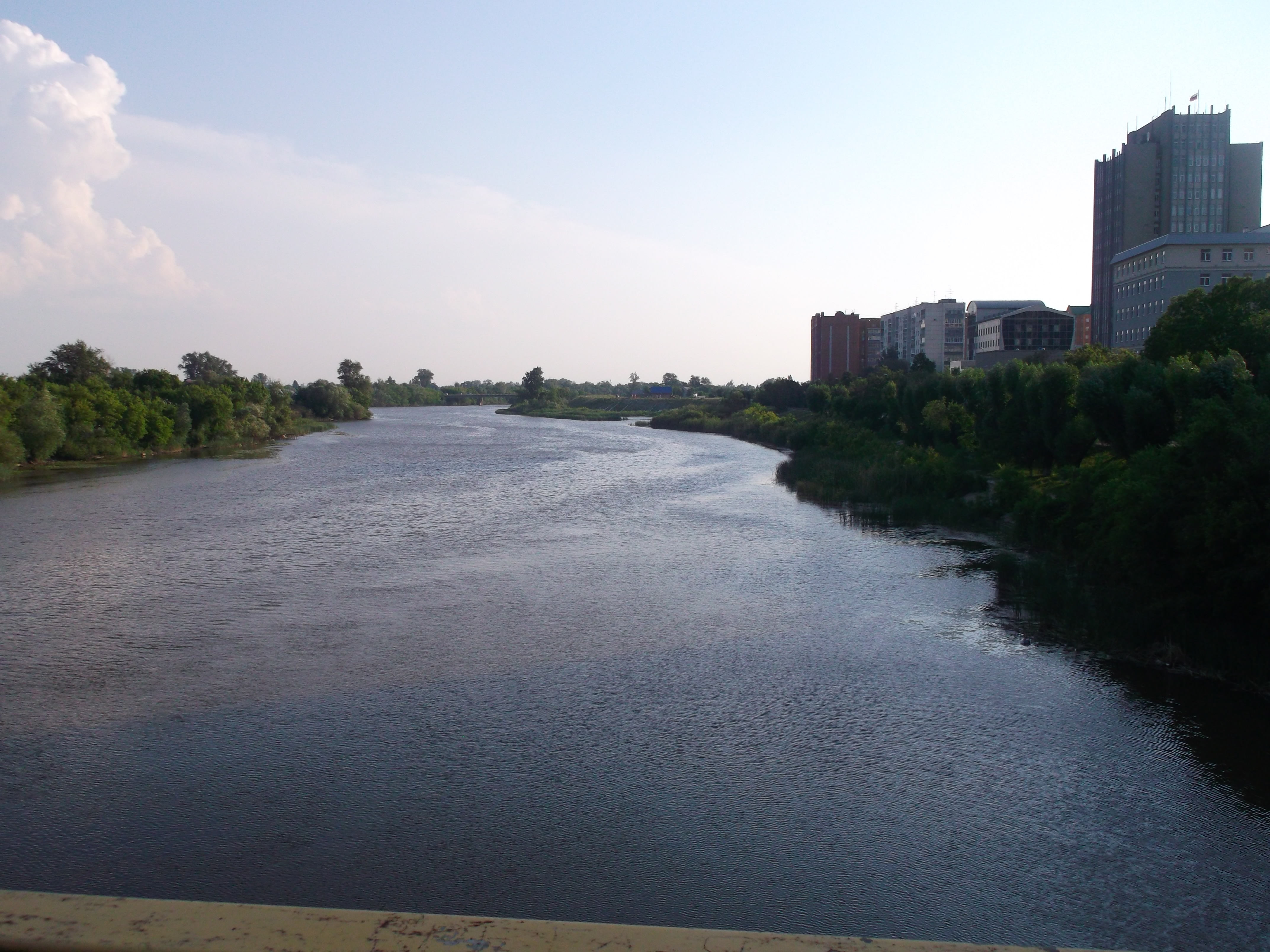
Tobol i Kurgan.

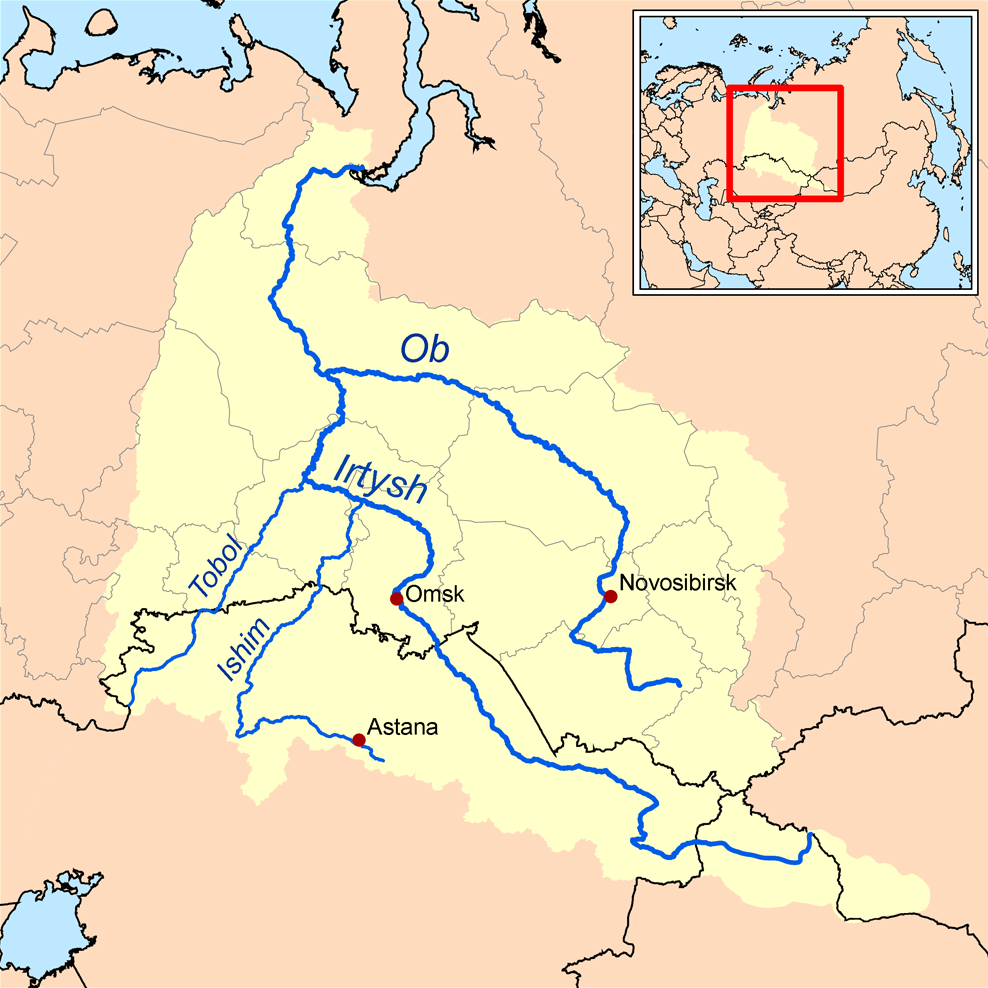
Flodens sträckning genom Kazakstan och Ryssland.

Tobol (ryska: Тобол; kazakiska: Тобыл, Tobyl) är en flod i Kazakstan och västra Sibirien, Ryssland. Floden är 1 670 kilometer lång och är en biflod till Irtysj.
Tobol rinner upp i de sydostligaste utlöparna av Uralbergen i oblastet Orenburg i Ryssland och flyter därifrån i nordöstlig riktning genom Turgajplatån över gränsen till Kazakstan, där den färdas 320 kilometer och passerar sju dammar fram till staden Rudnyj i oblastet Qostanaj på Västsibiriska slätten och därifrån genom västra Sibirien i Ryssland, genom oblasten Kurgan och Tiumen tills det att den sammanfaller med Irtysj vid Tobolsk.
Den har ett avrinningsområde på cirka 450 000 km² och en medelvattenföring på cirka 700 m³/s. Flodens nedre lopp fryser i oktober eller november, det övre i november; isen ligger på tills andra halvan av april eller tidig maj. Floden är farbar 437 kilometer från utloppet. Den förorenas av industriområdet i Tiumen.
Bland städer vid floden märks Tobolsk, Lisakovsk, Rudnyj, Qostanaj, Kurgan och Jalutorovsk.